# Калихово
Калихово — деревня в Бережанской волости Островского района Псковской области.
Расположена в 14 км к югу от центра города Остров и в 6 км к западу от деревни Крюки.
Постоянное население по состоянию на 2000 год в деревне отсутствовало.

## Топографическая карта
Лист карты O-35-XXIX Опочка. Масштаб: 1 : 200 000. Состояние местности на 1985 год. Издание 1987 г.